# 鬼笔腹菌属
鬼笔腹菌属（学名：Phallogaster）是鬼笔腹菌科下的一个属。

## 下属物种
本属包括以下物种：
- Phallogaster globosus Lloyd
- 囊状鬼笔腹菌 Phallogaster saccatus Morgan
- Phallogaster whitei Peck